# Vivi Täckholm
Vivi Laurent-Täckholm (7 janvier 1898 - 3 mai 1978) est un professeur, botaniste et écrivain suédois, qui travailla en Égypte, et fut aussi écrivain pour enfants avec Le Seigneur des Snipp, Snapp, Snorum.
Elle  étudia la botanique à l'université de Stockholm et obtint son diplôme en 1921. Puis elle voyagea aux États-Unis de 1921 à 1923, gagnant sa vie en faisant divers métiers. Plus tard, en 1926, elle a épousé le professeur de botanique, Gunnar Täckholm (1891–1933). Ils s'installèrent en Égypte, commençant à travailler sur l'importante œuvre de la Flora of Egypt (Flore d'Égypte).
Pendant la Première Guerre mondiale ils travaillèrent pour la revue Husmodern de Stockholm ; et loin de la guerre, ils retournèrent vivre en Égypte.
Vivi Täckholm est morte dans un accident de la route alors qu'elle voyageait en Suède. Elle est enterrée dans le Vieux cimetière d'Uppsala.

## Publications

### Livres
- Vivis resa (Voyages de Vivi). Une année comme employée de maison entre New York et San Francisco, 1923
- Vivis resa II (Voyages de Vivi II). De Saltsjöbaden au Pacifique, 1924
- Sagan om Snipp, Snapp, Snorum (Seigneur des Snipp, Snapp, Snorum) (1926)
- En skolflicka berättar (Une enfant raconte), 1927
- Katt: en kärlekssaga berättad och tecknad (une histoire d'amour racontée et animée), 1936
- Som husmor i Egypten (Comme une maîtresse de maison en Égypte), 1937
- Bättre än svarta börsen (Mieux que le marché noir) : Vivi berättar hur hon lever gott och riktigt på kupongerna (Vivi raconte comment elle vit bien sur les coupons). Utg. av Husmodern. [Recettes de Capucine. Illustr. par Gunila Stierngranat], 1942
- Husmoderns blomsterlexikon (Dictionnaire des fleurs pour les femmes au foyer), vol I et II, 1946
- Hemmet blommar, en liten handbok i krukväxtodling (Fleurs à la maison, petit manuel de culture des plantes en pot), 1949
- Faraos blomster: En kulturhistorisk-botanisk skildring af livet i det gamle Ægypten (Fleurs du Pharaon : représentation culturelle botanique de la vie dans l'Égypte ancienne) 1952
- Våra hav: En bok för stora och små (Nos océans: Un livre pour petits et grands), illust. de Veronica Leo, 1978
- Öknen blommar (Fleurir le désert), 1969
- Lillans resa till månen: En saga för stora och små, illust. de Veronica Leo, 1976
- Egypten i närbild (L'Égypte en gros plan), 1964
- Sagans minareter: En bok om islam, 1971
- Levande forntid: Strövtåg i Kairomuseet, 1967
- Egyptisk vardag (Vie égyptienne), 1966
- Faraos barn: Kopterna i Egypten (Les enfants du Pharaon : les coptes en Égypte), 1965
- Vivi Täckholm, Mohammed Drar. 1974. Students' flora of Egypt. Volumen 1. Cairo University Herbarium Publication 5. 2e édition Cairo Univ. Press. 888 p.

## Hommages

### Espèces dédiées
- (Rosaceae) Rosa tackholmii Hurst[1]

## Distinctions
- Médaille de Sa Majesté le Roi